# Éparchie (religion)
Pour les articles homonymes, voir Éparchie.
Une éparchie (du grec ἐπαρχία / eparchía « province, préfecture ») est un diocèse territorial régi par un évêque ou éparque de l'une des Églises orientales. L'éparchie fait partie d'une province ecclésiastique et est divisée en paroisses.

## Terminologie
Outre son utilisation ecclésiastique, le mot « éparchie » a des significations spécifiques, à la fois en politique et en histoire.